# Kottelatlimia hipporhynchos
Kottelatlimia hipporhynchos är en fiskart som beskrevs av Maurice Kottelat och Tan 2008. Kottelatlimia hipporhynchos ingår i släktet Kottelatlimia och familjen nissögefiskar. Inga underarter finns listade i Catalogue of Life.